# سالارآباد (کوزران)
سالارآباد نام روستایی در دهستان سنجابی بخش کوزران شهرستان کرمانشاه در استان کرمانشاه است. طبق سرشماری سال ۱۳۸۵ جمعیت این روستا ۱۴۷ نفر در ۳۱ خانوار است.